# Auður Ava Ólafsdóttir
Auður Ava Ólafsdóttir (ur. 1958) – islandzka pisarka, poetka, historyczka sztuki.

## Życiorys
Studiowała historię sztuki na paryskiej Sorbonie. Wykładała historię i teorię sztuki na Uniwersytecie w Reykjavíku. Pracowała również jako kuratorka wystaw, a także pisała artykuły związane z historią sztuki dla islandzkiej prasy. Zadebiutowała w 1998 roku powieścią Upphækkuð jörð.
Jej powieść Afleggjarinn (2007) w samej Francji sprzedała się w ilości 400 000 egzemplarzy i przetłumaczono ją na 23 języki i była nominowana do Nagrody Literackiej Rady Nordyckiej 2009. Nagrodę tę w 2018 roku otrzymała za powieść Blizna (isl. Ör).
W wieku 45 lat przeszła na katolicyzm.

## Dzieła

### Powieści
- Upphækkuð jörð, 1998
- Rigning í nóvember, 2004
- Afleggjarinn, 2007
- Undantekningin, 2012
- Ör, 2016 (wyd. polskie Blizna w tłumaczeniu Jacka Godka, 2020)
- Ungfrú Ísland, 2019

### Poezja
- Sálmurinn um glimmer, 2010

### Sztuki teatralne
- Svanir skilja ekki (Þjóðleikhúsið, 2014)

## Nagrody
- 2018 – Nagroda Literacka Rady Nordyckiej za powieść Blizna
- 2016 – Islandzka Nagroda Literacka za powieść Blizna
- 2011 – Prix des libraires du Québec za powieść Afleggjarinn
- 2010 – Prix de Page (Francja) za powieść Afleggjarinn
- 2008 – Menningarverðlaun DV í bókmenntum za powieść Afleggjarinn
- 2008 – Fjöruverðlaunin, bókmenntaverðlaun kvenna za powieść Afleggjarinn
- 2004 – Bókmenntaverðlaun Tómasar Guðmundssonar za powieść Rigning í nóvember